# Antonio Maria Alessi
Antonio Maria Alessi (Rosà, 23 giugno 1915 – Rivoli, 4 febbraio 1996) è stato un presbitero e missionario italiano della Società salesiana di San Giovanni Bosco. Fu il fondatore della Fondazione fratelli dimenticati.

## Biografia
Nato in una famiglia di religione cattolica molto praticante e molto numerosa, Alessi vi crebbe nel culto mariano. Finite le elementari iniziò a lavorare seguendo il padre nei mercati, rendendosi presto conto che non era la sua strada. Seguendo i consigli della madre cominciò allora insieme ad un amico a frequentare l'Istituto dei Salesiani di Trento.
Ma alla fine del primo anno i superiori gli fecero capire che era preferibile non tornasse più in quell'istituto visto il suo carattere. Gli anni successivi li passò all'Istituto Graziani di Bassano del Grappa, ma anche questi furono anni burrascosi, ogni settimana c'era una lista di lamentele da parte dei professori da far firmare ai genitori. Il rettore, alla fine dei tre anni, nella lettera di congedo sottolineò più volte la parola: Basta.

La scelta vocazionale giunse a completezza solo durante quelle vacanze estive:
(Antonio Maria Alessi ai genitori, dai ricordi della sorella)

Fu quindi accolto nell'aspirantato di Avigliana dove visse per due anni. 
(dagli scritti di don Antonio)
Per trentacinque anni fu impegnato in attività di supporto verso i missionari in India ed in attività di catechesi, ma la vicinanza con la povertà lo portò a maturare una nuova scelta di impegno. Il contatto con Madre Teresa di Calcutta e con altri missionari lo portò nel 1978 a impegnarsi nella fondazione di centri di accoglienza per lebbrosi, per salvare i loro bambini dalla morte per fame e dal pericolo di contrarre essi stessi la lebbra.
(dagli scritti di don Antonio)

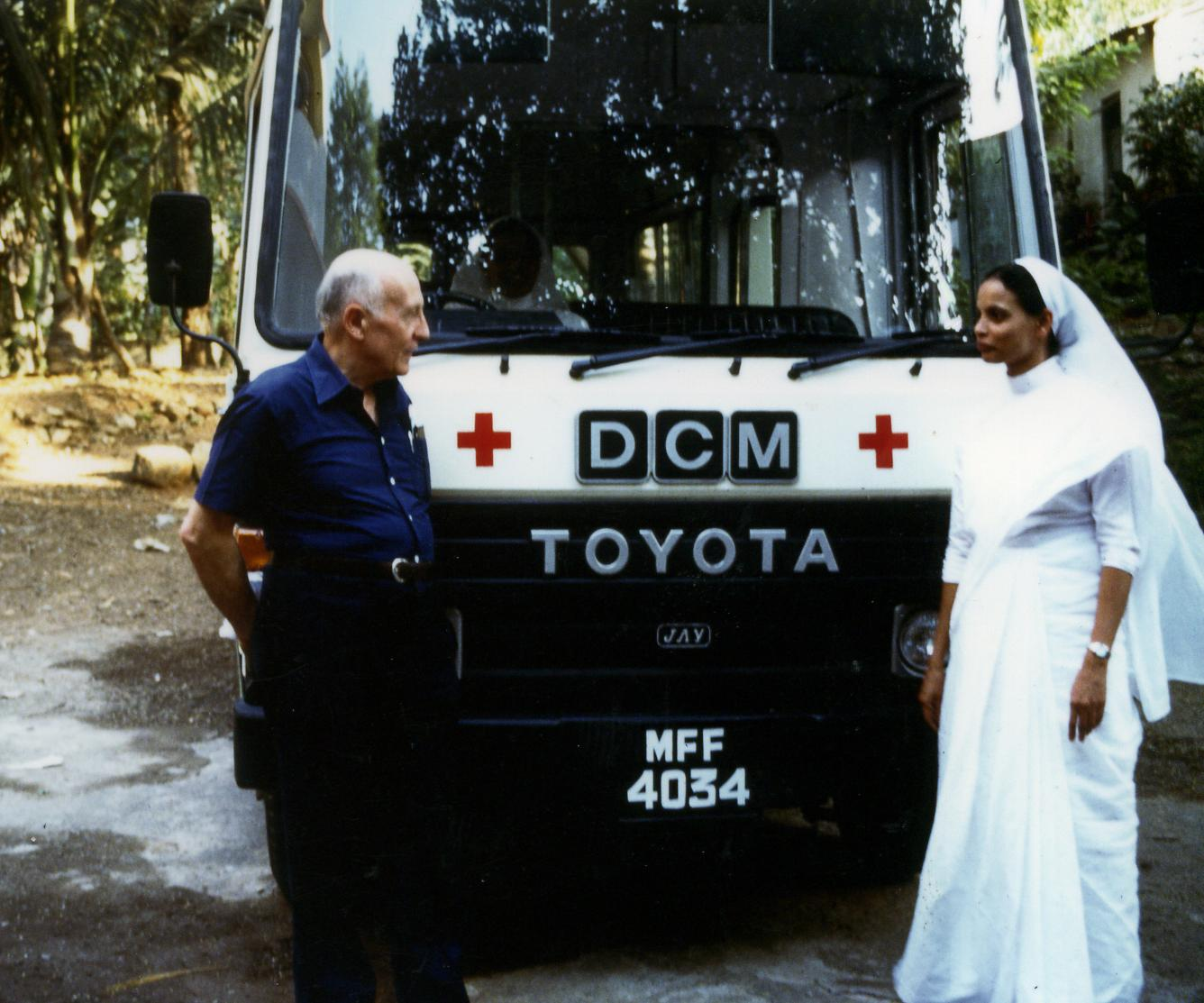
Helper of Mary

Nel suo peregrinare per l'India ebbe modo di incontrare le Ausiliatrici di Maria, le quali operavano proprio nelle baraccopoli di Bombay, e alle quali don Alessi comincia ad affidare le offerte che raccoglie, fondate da madre Huberta Rogendorf, religiosa tedesca giunta in India nel 1932.
La missione di queste suore era di raccogliere ragazze povere e abbandonate, figlie di lebbrosi, dalle baraccopoli di Bombay. Nel 1942 avevano dato inizio a un'associazione di volontarie per l'assistenza e la cura dei lebbrosi e degli orfani.

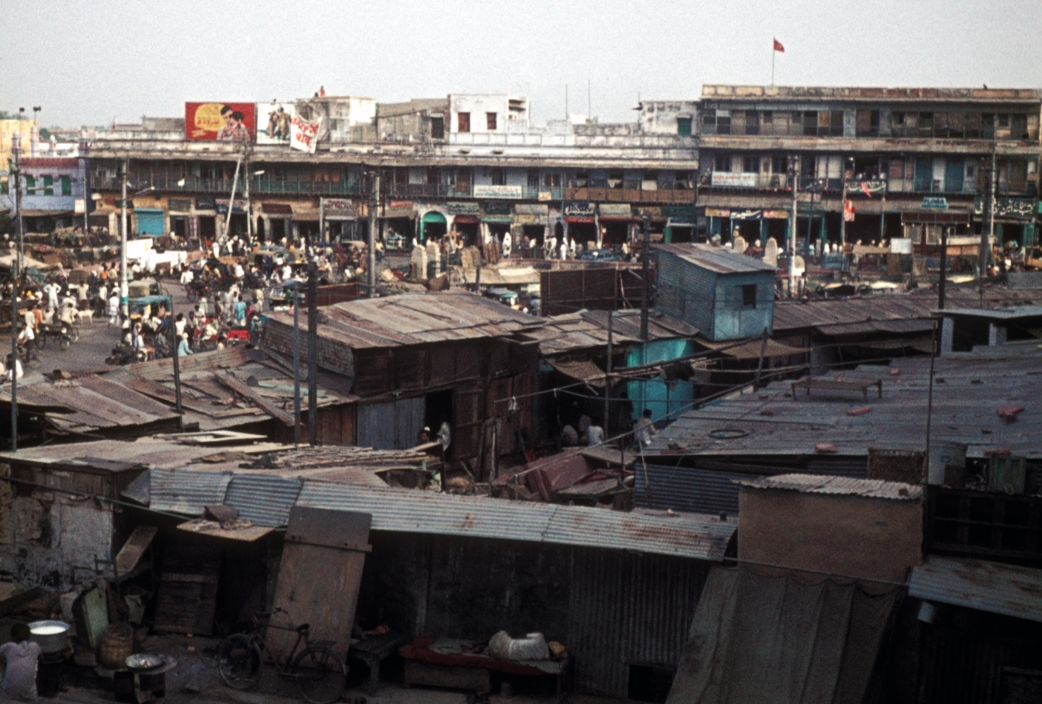
Baraccopoli a Bombay

Don Antonio le ribattezza le suore del sorriso, perché malgrado tutto le vedeva sempre sorridere a tutti.
(dagli scritti di don Antonio)
 Con la convinzione di dovere aiutare queste suore, don Alessi comincia la pubblicazione di libri, volantini ed articoli sui giornali. Inoltre organizza viaggi in India di sensibilizzazione.
Nel 1987 questa attività di aiuto missionario lo porta a fondare l'associazione Fondazione fratelli dimenticati, la quale divenne fondazione nel 1994. L'Osservatore Romano gli dedicherà un'intervista nel numero del 3 gennaio 1993, nella quale Alessi riassumerà il lavoro svolto.
Dal 1988 la salute di Antonio Maria Alessi fu minata da una malattia che lo costrinse prima all'abbandono dell'attività di missionario e lo ridusse poi nella quasi incapacità di parlare. Nonostante questo rimase come punto di riferimento delle attività da lui iniziate. Le sue condizioni di salute peggiorano i primi giorni del febbraio del 1996, muore il 4 febbraio.

## Opere
- Santi senza aureola, 1980 - pag. 170 - ISBN 8801157134
- Il conquistatore della foresta, 1981 - pag. 158 - ISBN 8801109911
- Eroi senza medaglia - 1983 - pag. 134 - ISBN 8801119461
- Pionieri nel cuore dell'India - 1984 - pag. 167 - ISBN 8801148178
- Gioia di vivere 1984 - pag. 111 - ISBN 8801128045
- I santi vivono tra noi 1984 - pag. 167 - ISBN 8801157894
- Un monello sulle piste di Dio - 1992 - pag. 259
- Le città dell'amore - terza edizione 1998 - pag. 171